# Associazione Calcio Ravenna 1930-1931
Questa pagina raccoglie le informazioni riguardanti l'Associazione Calcio Ravenna nelle competizioni ufficiali della stagione 1930-1931.

## Rosa
| N. |                   | Ruolo | Calciatore          |
| -- | ----------------- | ----- | ------------------- |
|    | Italia (bandiera) | P     | Tullio Baldazzi     |
|    | Italia (bandiera) | C     | Pasquale Ballardini |
|    | Italia (bandiera) | D     | Giorgio Ballerini   |
|    | Italia (bandiera) | A     | Giovanni Bencivelli |
|    | Italia (bandiera) | A     | Armando Bramante    |
|    | Italia (bandiera) | A     | Carlo Capra         |
|    | Italia (bandiera) | C     | Ferdinando Cortesi  |
|    | Italia (bandiera) | A     | Francesco Cortesi   |
|    | Italia (bandiera) | D     | Angelo Costa        |
|    | Italia (bandiera) | A     | Balilla Fabbri      |

| N. |                   | Ruolo | Calciatore       |
| -- | ----------------- | ----- | ---------------- |
|    | Italia (bandiera) | D     | Mario Giorgioni  |
|    | Italia (bandiera) | D     | Lanzoni          |
|    | Italia (bandiera) | D     | Dante Marchesi   |
|    | Italia (bandiera) | C     | Alberto Mazzanti |
|    | Italia (bandiera) | D     | Arduino Plisca   |
|    | Italia (bandiera) | D     | Eros Recordati   |
|    | Italia (bandiera) | C     | Sesto Sanzani    |
|    | Italia (bandiera) | D     | Tartagni         |
|    | Italia (bandiera) | A     | Manlio Tazzari   |
|    | Italia (bandiera) | A     | Zampiga          |